# Worcester (Vermont)
Worcester – miasto w Stanach Zjednoczonych, w stanie Vermont, w hrabstwie Washington.